# مرکز همایش‌های بین‌المللی صدا و سیما
مرکز همایش‌های بین‌المللی صدا و سیما مجموعه تالار و مرکز همایشی در تهران است که درون محوطه سازمان صدا و سیمای جمهوری اسلامی ایران در جام جم خیابان ولیعصر قرار دارد و وابسته به این سازمان است. نام این مجموعه در انگلیسی IICC است که سرواژه IRIB Int'l. Conference Center است. طراحی این مرکز در سال ۱۳۳۷ انجام شد اما افتتاح آن تا سال ۱۳۷۴ به طول انجامید.

## سالن‌ها
- تالار همایش خواجه نصیر (۶۶۵ نفر)
- تالار همایش مولانا (۳۴۱ نفر)
- تالار چندمنظوره خورشید (۳۵۰ نفر نشسته و ۴۵۰ نفر ایستاده)
- تالار چندمنظوره ابن سینا (۲۸۰ نفر نشسته و ۳۰۰ نفر ایستاده)
- تالار چندمنظوره شمس (۱۵۰۰ نفر)
- تالار همایش فیض (۱۶۲ نفر)
- تالار همایش عطار (۱۶۲ نفر)
- تالار شیخ مفید (۵۲ صندلی در مرکز تالار، ۵ صندلی هیئت رئیسه و قابلیت چیدمان ۳۰ الی ۴۰ صندلی در حاشیه تالار)
- تالار شیخ بهایی (۳۳ صندلی برای اعضای هیئت اصلی و ۴۰ صندلی در حاشیه تالار)
- مجموعه تالارهای مذاکرات (سالن ۱: ۸۰ نفر، سالن ۲: ۴۰ نفر)

## برخی از میزبانی‌ها
- سومین اجلاس وزرای آسیا و اقیانوسیه
- جشنواره ملی قهرمانان صنعت ایران
- شانزدهمین نشست جنبش غیرمتعهدها
- همایش چهره‌های ماندگار